# Тур, Кусалах Субагио
Кусалах Субагио Тур (индон.  Koesalah Soebagyo Toer, 27 января 1935, Блора — 16 марта 2016, Джакарта) — индонезийский писатель и переводчик, в том числе русской классики. Младший брат известного писателя Прамудьи Ананта Тура. Среди друзей Лик.

## Краткая биография
В 1954—1958 гг. учился в Университете Индонезия и Христианском университете Индонезии (не окончил). Учил русский язык в Культурном центре СССР, работал в посольстве Чехословакии. В 1965 г. окончил Университет Дружбы народов им. П. Лумумбы. По возвращении на родину преподавал русский язык в Академии министерства образования, просвещения и культуры. В 1968—1978 гг. находился в тюрьме как сочувствующий коммунистам. После освобождения до 1993 г. должен был регярно отмечаться в полиции. Вид на жительство без пометки «бывший политзакючённый» получил только в 2007 г. Вместе с братьями Прамудьей Ананта Туром и Сусило Туром организовал библиотеку-издательство PATABA (Pramoedya Ananta Toer Anak Bangsa — Прамудья Ананта Тур — сын человеческий). Библиотека на русском языке, которую он привёз из Москвы, хранится в Литературном архиве Х. Б. Яссина. Председатель Фонда помощи жертвам нарушения прав человека (YPKP).

## Творчество
Выступил как библиограф своего именитого брата, написал несколько мемуаров, но главным образом прославился переводами русской классики: «Хаджи Мурат», «Анна Каренина», «Воскресение», "Война и мир" Льва Толстого, несколько сборников рассказов А. П. Чехова, «Мёртвые души» Н. В. Гоголя, «Герой нашего времени» М. Ю. Лермонтова.

## Семья
- Жена: Утати Кусалах Тур

## Награды
- Медаль Пушкина (Россия, 22 сентября 2015 года) — за большой вклад в укрепление дружбы и сотрудничества с Российской Федерацией, развитие экономических и культурных связей[3][4]
- Специальный приз РУДН за перевод русской классики (2015)[5].

## Основные труды
- Kronik Revolusi Indonesia. Jilid 1-5. Jakarta: Kepustakaan Populer Gramedia, 2001—2005 (совместно с Pramudya Ananta Toer, Ediati Kamil).
- Pramoedya Ananta Toer dari Dekat Sekali: Catatan Pribadi Koesalah Soebagyo Toer. Jakarta: Kepustakaan Populer Gramedia, 2006.
- Bersama Mas Pram-Memoar Dua Adik Pramoedya Ananta Toer. Jakarta: Kepustakaan Populer Gramedia, 2009.
- Kampus Kabelnaya. Menjadi Mahasiswa di Uni Soviet. Kepustakaan Populer Gramedia, 2003.
- Tanah Merah Yang Merah: Sebuah Catatan Sejarah. Jakarta: Ultimus, 2010.
- Parikan Pantun Jawa: Puisi Abadi. Jakarta: Feliz Books, 2011.
- (Sambutan), Busjarie Latif. Manuskrip PKI Sejarah 45 Tahun PKI [1920-1965]. Jakarta: Ultimus, 2014.
- Kongres Perempuan Pertama: Tinjauan Ulang. Jakarta: Yayasan Obor Indonesia — KITLV, 2007 (совместно с Susan Blackburn).
- Kronik Abad Demokrasi Terpimpin. Jakarta: Penerbit Jaker, 2016.

## Редактирование
- Mas Marco Kartodikromo. Pergaulan Orang Buangan di Boven Digoel. Jakarta: Kepustakaan Populer Gramedia, 2002).
- Suar Suroso. Akar dan Dalang: Pembantaian Manusia Tak Berdosa dan Penggulingan Bung Karno. Jakarta: Ultimus, 2013 (совместно с совместно с Bilven).
- Mas Marco Kartodikromo. Mata Gelap. Jakarta: Jaker, 2015.

## Переводы
- Anton Chekhov. Pertaruhan. Jakarta: Lembaga Kebudayaan Rakyat, 1960 (совместно с Pramoedya Ananta Toer).
- Nikolai Gogol. Jiwa-Jiwa Mati. Jakarta: Pustaka Jaya, 1982.
- Jan Breman. Menjinakkan Sang Kuli. Politik Kolonial pada Awal Abad ke-20. Jakarta: Pustaka Utama Grafiti (1987, 1997).
- Bibhutibhushan Bandyopadhyay. Aparajito, Yang tak Terkalahkan. Jakarta: Pustaka Jaya 1988, 2003.
- O.W. Wolters. Perdagangan awal Indonesia: satu kajian asal usul kerajaan Srivijaya. Kuala Lumpur: Dewan Bahasa dan Pustaka, 1989.
- Bibhutibhushan Bandyopadhyay. Pater Pancali, Tembang Sepanjang Jalan. Jakarta: Pustaka Jaya, 1996.
- Eiji Yoshikawa. Musashi. Jakarta: Gramedia Pustaka Utama, 2002.
- Anton Chekhov. Pengakuan. Sekumpulan Cerita Pendek. Jakarta: Kepustakaan Populer Gramedia, 2004.
- Anton Chekhov. Ruang Inap No. 6. Sekumpulan Cerpen Pilihan. Jakarta: Kepustakaan Populer Gramedia, 2004.
- Leo Tolstoy. Kebangkitan. Jakarta: Kepustakaan Populer Gramedia 2005.
- Leo Tolstoy. Anna Karenina. Jakarta: Kepustakaan Populer Gramedia, 2007.
- Harry A. Poeze, Cees van Dijk, Inge van der Meulen. Di Negeri Penjajah: Orang Indonesia di Negeri Belanda (1600—1950). Editor Monique Soesman. Jakarta: Kepustakaan Populer Gramedia, 2008 (совместно с Hazil Tanzil).
- Keith Foulcher (Editor), Tony Day (Editor). Sastra Indonesia Modern: Kritik Postkolonial (Edisi Revisi Clearing A Space). Jakarta: Yayasan Obor Indonesia — KITLV, 2008 (совместно с Monique Soesman).
- Mikhail Lermontov. Pahlawan Zaman Kita. Jakarta: Kepustakaan Populer Gramedia, 2009.
- Leo Tolstoy. Haji Murat. Jakarta: Pustaka Jaya, 2009.